# Lissaspis longistriata
Lissaspis longistriata là một loài tò vò trong họ Ichneumonidae.